# Taban
La Taban S.p.A. è stata la controllata della Montefibre (gruppo Montedison) operante nel settore della produzione di resine poliammidiche e acetato di cellulosa.

## Storia

### Origini
La Taban nacque nel 1975 dallo scorporo delle attività del settore Nailonplast della Montefibre. La produzione venne divisa in due parti: una relativa alle resine poliammidiche, l'altra all'acetato di cellulosa.
In particolare le unità produttive erano collocate nell'ambito degli stabilimenti di Pallanza e di Vercelli. In un momento di crisi della Montefibre, che era giunta ad arrivare all'amministrazione controllata, fu deciso dagli organi della Montedison lo scorporo delle attività più prettamente chimiche, anche perché il settore della produzione delle plastiche poliammidiche presentava prospettive di mercato meno drammatiche.
Nel conferimento anche l'intera attività immobiliare e i servizi comuni degli stabilimenti interessati, come le centrali termiche, furono conferiti alla nuova società che prese il nome di  Taban S.p.A.

### La crisi del settore
In tal modo si poterono trasferire risorse finanziarie liquide al settore fibre, ma in breve anche queste risorse terminarono e, nel maggio 1983, si arrivò al blocco delle produzioni per uso tessile inquadrate nella Società italiana nailon. Tale chiusura mise in grossa difficoltà anche la Taban perché si perdevano le economie di scala nei servizi e i margini isomerici dei polimeri per uso tessile, ora non più prodotti; alla fine dello stesso anno la Montedison decise quindi di fermare tutte le attività produttive. Il problema fu oggetto anche di dibattiti parlamentari.

### La liquidazione e la nascita di Acetati
La società venne posta in liquidazione nel gennaio 1984 e il governo diede mandato alla GEPI di predisporre interventi per la ripresa produttiva dello stabilimento di Pallanza.
Si arrivò quindi al febbraio 1989 quando la stessa GEPI e il gruppo Mossi & Ghisolfi di Tortona costituirono la società Acetati, la quale acquisì la Taban in liquidazione. Vennero riavviate le attività produttive a Pallanza esclusivamente per la produzione di acetato di cellulosa e nel luglio 1989 la Taban venne fusa per incorporazione in Acetati. Negli anni successivi il pacchetto azionario di Acetati venne acquisito interamente dal gruppo Mossi & Ghisolfi con la conseguente uscita di scena della GEPI.